# Los Bunkers
Los Bunkers este o formație chiliană de rock alternativ. Membrii formației sunt:
- Álvaro López
- Mauricio Durán
- Francisco Durán
- Gonzalo López
- Mauricio Basualto

## Discografie
- 2001 - Los Bunkers
- 2002 - Canción de lejos
- 2003 - La culpa
- 2005 - Vida de perros
- 2008 - Barrio Estación
- 2010 - Música libre